# Fondation Race for Water
La Fondation Race for Water est créée à Lausanne en 2010 par l’entrepreneur suisse Marco Simeoni. Elle a pour mission de préserver l'eau et les océans en particulier face à la pollution plastique.

## Race for Water Odyssey2015

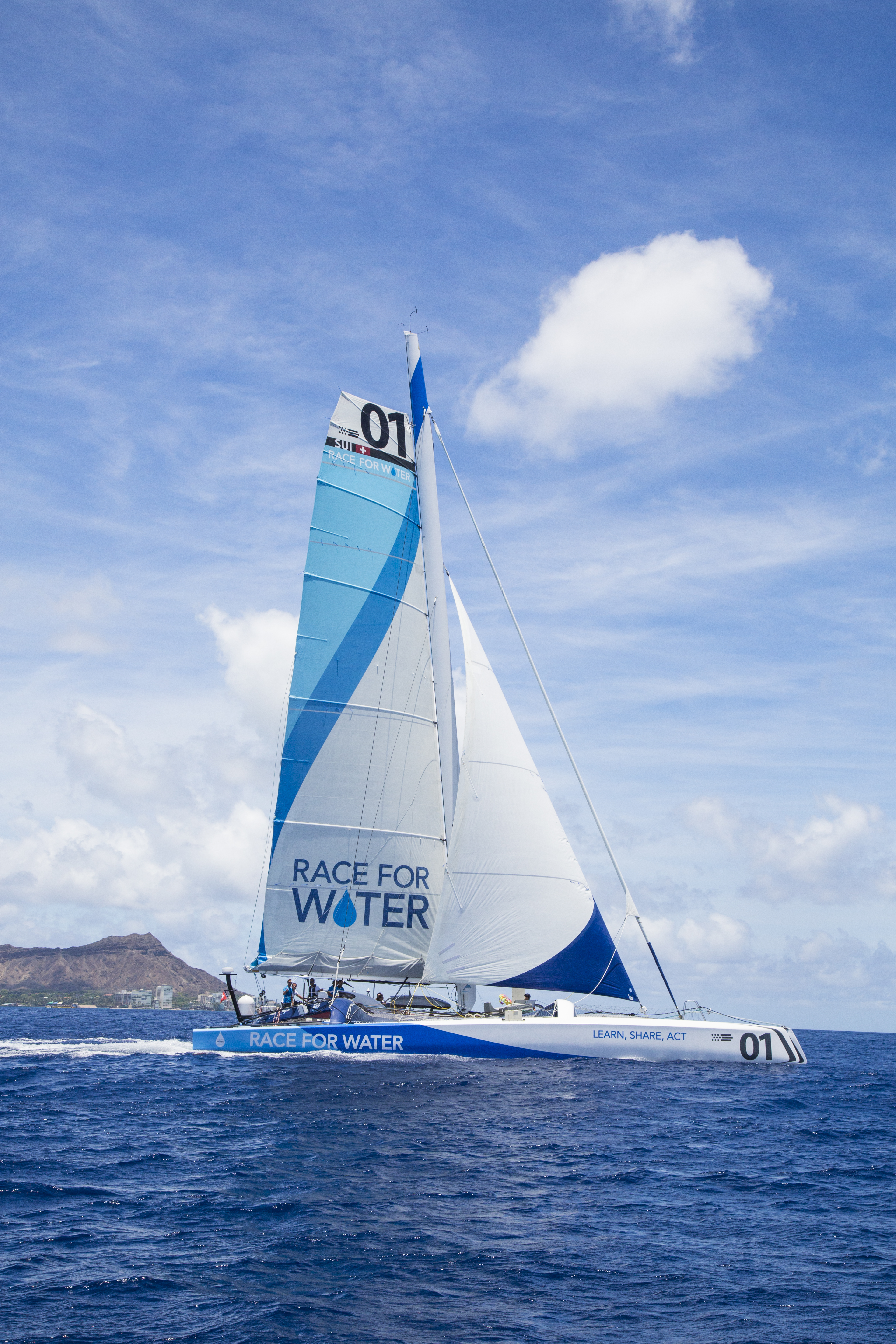
Trimaran Race for Water Hawai 2015.

La Race for Water Odyssey 2015 est une expédition scientifique et environnementale dont le but est de dresser un premier bilan global de la pollution plastique des océans et susciter une prise de conscience internationale. 
En moins de trois cents jours grâce à un trimaran de course, le MOD70 Race for Water, les équipes de la Fondation se rendent sur les plages des îles situées dans les cinq gyres Atlantique, Pacifique et Indien afin d’analyser leur niveau de contamination plastique et de mettre en exergue les conséquences de cette dernière sur les populations et les écosystèmes marins,.
Cette expédition environnementale a permis de rassembler des données scientifiques et sociologiques nécessaires à une compréhension des impacts de la pollution plastique des océans[source secondaire souhaitée].
Le constat est clair[source secondaire souhaitée], les « îles de plastique » n’existent pas, aller collecter les déchets plastiques en mer s’avère être une utopie. Au cœur des océans s’étend une « soupe » de microplastiques qui vogue au gré des gyres océaniques. Seule une infime partie reste visible en surface. La majorité a coulé ou s’est fragmenté en infiniment petit. Un nettoyage à grande échelle des océans est donc irréaliste. Seules des solutions basées à terre peuvent efficacement combattre ce fléau du XXIe siècle.

## Race for Water Odyssey2017-2020
(septembre 2019).
Cette expédition s’est tenue à bord du catamaran Race for Water, se voulant démonstrateur de la transition énergétique. Grâce à son système de propulsion mixte solaire-hydrogène-kite, l'équipage a parcouru les mers du globes en toute autonomie énergétique et sans émission pendant plus de 3 ans. 

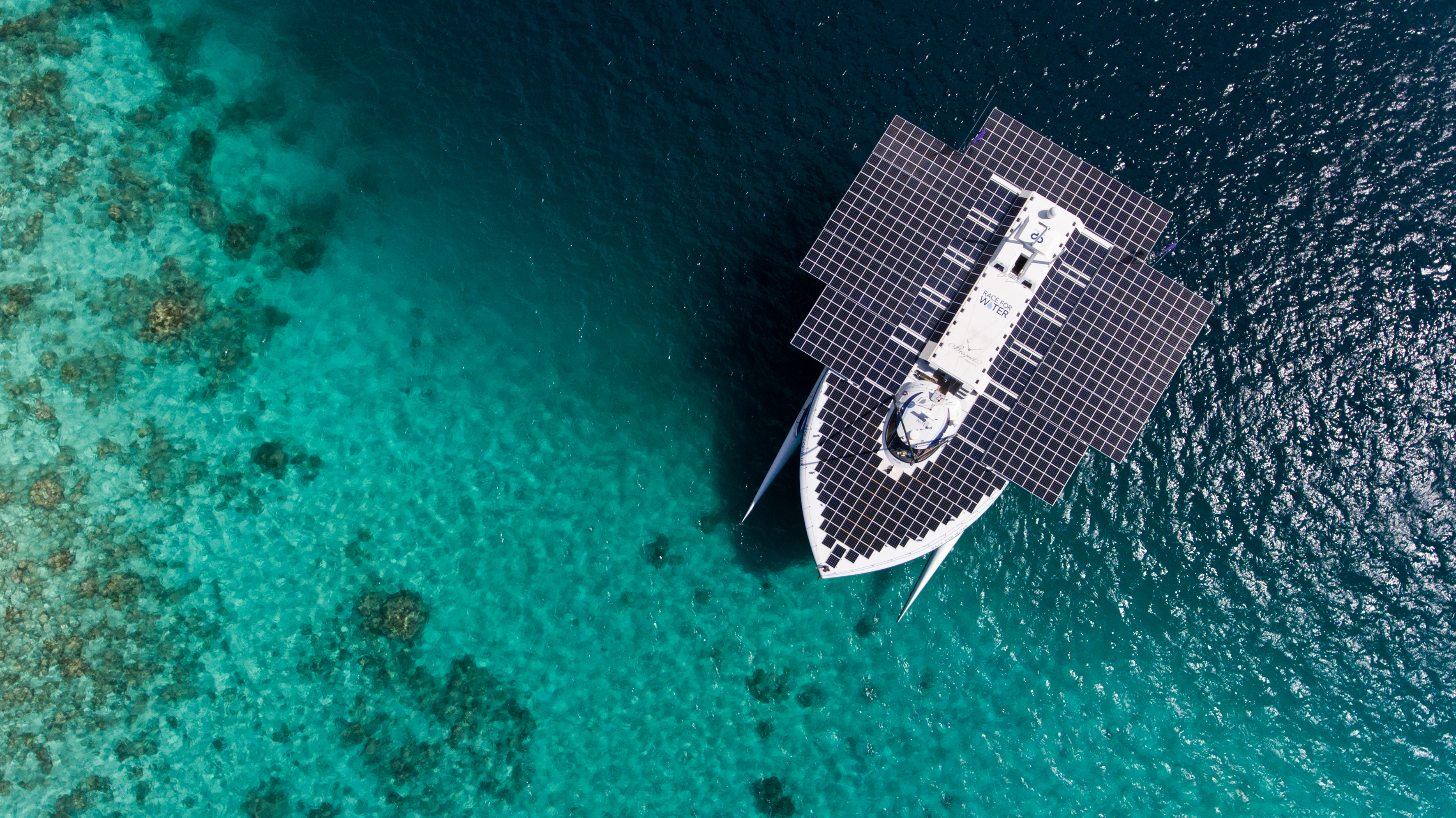
Catamaran Race for Water - escale Moorea 2018 - (c) Fondation race for Water - Julien Girardot

Anciennement baptisé PlanetSolar, le catamaran Race for Water dispose de 500 m2 de panneaux solaires, soit 38 000 cellules photovoltaïques, placés sur le pont supérieur et sur les deux ailes amovibles, fournissant 93 kW. Il est également équipé d'un système de production, stockage et conversion d'hydrogène, l'ensemble permettant de stocker 2 800 kWh, offrant six jours d'autonomie en navigation à une vitesse moyenne de 5 nœuds,,.
Ce navire a ainsi permis d’accueillir 6 missions scientifiques.